# بسقلا
بسقلا (به عربی: بسقلا) یک روستا در سوریه است که در ناحیه کفرنبل واقع شده‌است. بسقلا ۲٬۶۷۳ نفر جمعیت دارد.